# Henri Duveyrier

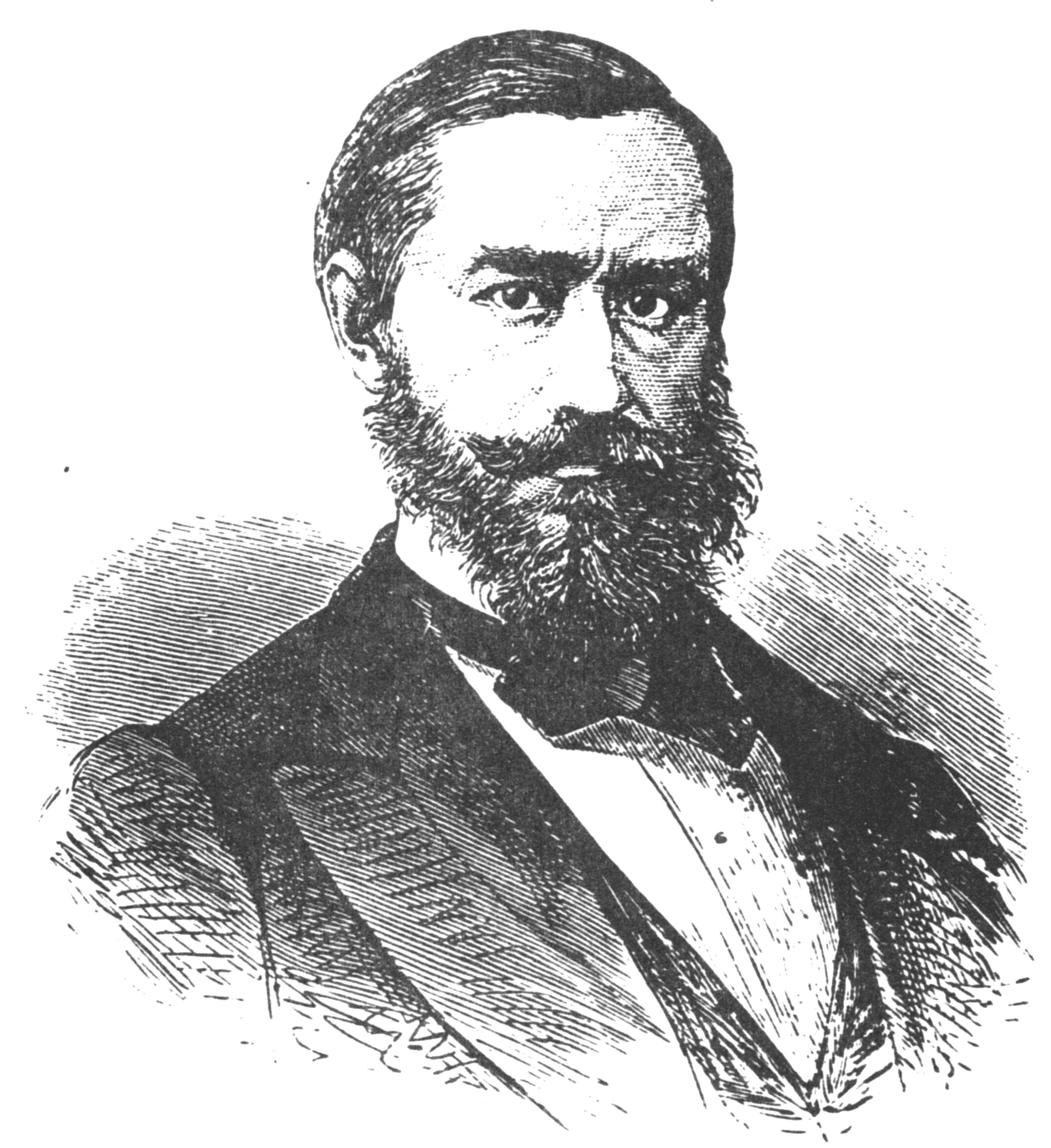
Henri Duveyrier.

Henri Duveyrier, född 28 februari 1840 i Paris, död 25 april 1892 i Sèvres, var en fransk upptäcktsresande, son till Charles Duveyrier.
Duveyrier genomreste 1859-60 Nordafrika och gjorde därunder studier, vilka var av stor vikt för kännedomen om de länder, som gränsar till Algeriet, Tunisien och Tripolis. Hans främsta arbete har titeln Exploration du Sahara (I. "Les touaregs du Nord", 1864). Åren 1878–1880 redigerade han, tillsammans med Charles Maunoir, Année géographique.